# ヘンリー・ロイド

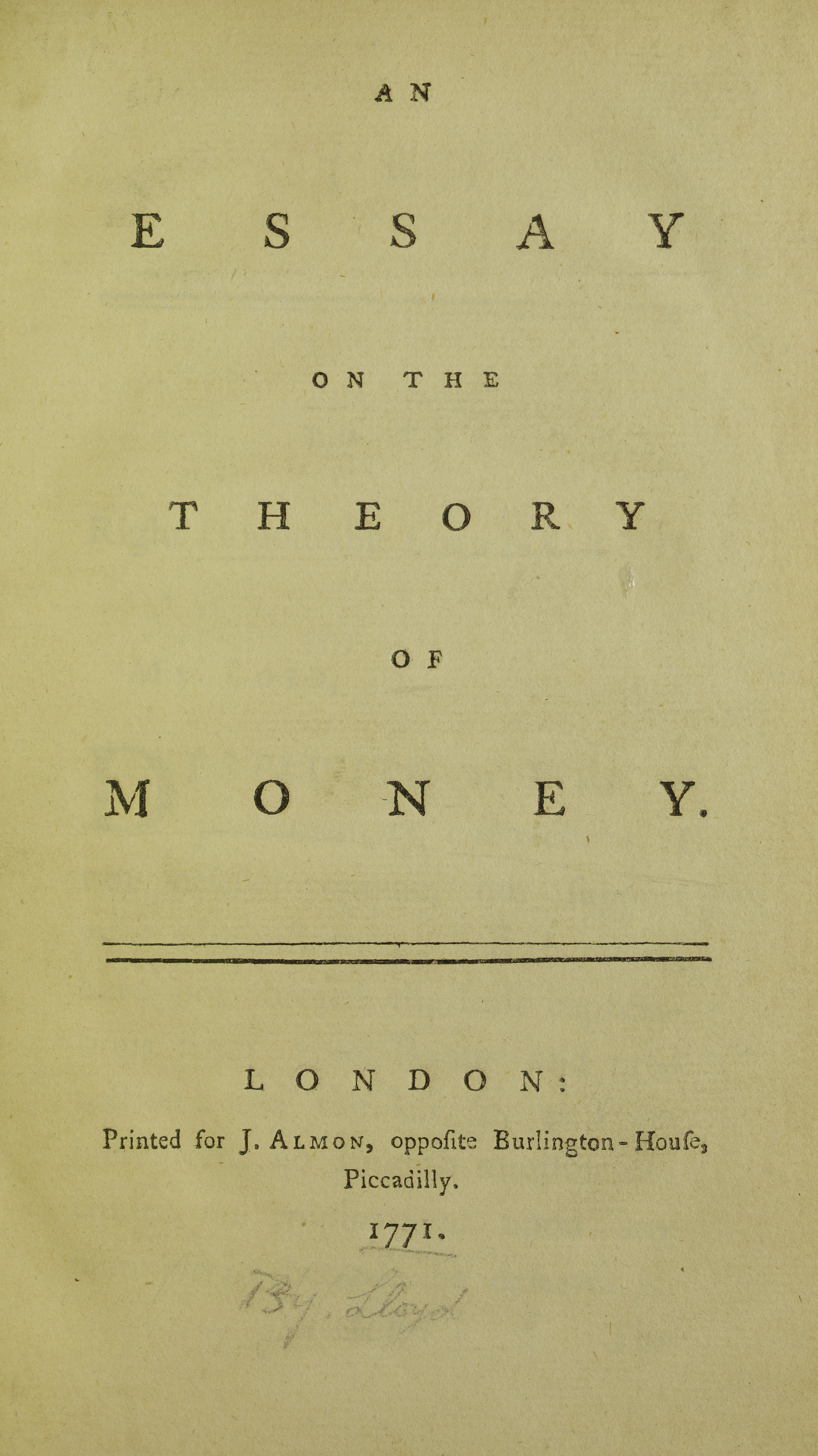
Essay on the theory of money, 1771

ヘンリー・ハンフリー・エヴァンズ・ロイド（Henry Humphrey Evans Lloyd, 1720年 - 1783年）はイギリスの軍人、軍事学者である。

## 生涯
ロイドは北ウェールズのレックシャム村で牧師の息子として生まれ、1744年にフランスのイエズス会学院で学び、オックスフォード大学のジーザス・カレッジで高等教育を受ける。在学中にスチュアート家を支援していたドラモンド家の地理学と土木工学の家庭教師となっている。その後にロイドはフランス軍に入隊しており、モーリス・ド・サックスが指揮する部隊に配属された。彼は地理の知識を活かしてオーストリア継承戦争中の1745年にフォントノワの戦いで作戦遂行に有用な地形図を作成する功績が認められ、工兵隊の下級将校に昇進した。スチュアート家の勢力がハノーヴァー朝に対して反乱を起こした際には、ロイドはこの反乱に工兵将校として参加した。ロイドはスコットランドへ派遣されていたが、反乱の支援者を募るためにウェールズに派遣される。この時に聖職者に変装してイングランド沿岸の地形を偵察していた理由でロイドは逮捕されている。1748年にプロイセン軍に勤務し、1754年にイギリスに対する着上陸作戦のための偵察を行っている。ロイドの報告によりこの作戦は中止される。1757年にオーストリア軍に中佐として入隊し、フランツ・モーリッツ・フォン・ラシ元帥の副官となる。そしてオーストリア軍の軍人として七年戦争に参加し、偵察任務に携わっている。1768年のコルシカ独立戦争ではイギリス政府の諜報員として勤務し、フランス軍に対する工作活動を行った。1773年から一年間にわたってロシア帝国軍に少将として入り、オスマン帝国との戦争計画の立案作業に参加した。イギリスに帰国してからは七年戦争や軍事理論に関する書籍を執筆し、1783年にネーデルラントのハーグで死去する。

## 功績
ロイドの執筆活動で最初に発表された著作は『プロイセン王とドイツ女帝の近年の戦争史』である。これは匿名で1766年に発表されたものであり、プロイセンの軍人であり軍事学者のゲオルク・フリードリヒ・フォン・テンペルホーフはフリードリヒ大王の戦略、戦術についての論争を通じてこの著作を評価し、1794年に翻訳してドイツ語版を出版している。軍事思想史においてロイドが発表した重要な著作『軍事的回想』は1781年に発表され、1783年には改訂版を、1783年にはプロイセンで、1785年にはオーストリアで翻訳され、『ロイド将軍による兵術の一般原則についての論考』という題名で広く読まれた。この著作の画期性とはその理論の体系性にある。ロイドは戦争における軍事行動が計算可能であると捉えた上でそれまで技術に過ぎなかった戦争術を科学として確立することを試みた。軍事史家マイケル・ハワードはロイドの軍事思想がフランスの軍事学者アントワーヌ・アンリ・ジョミニの軍事思想に影響を与えたものと軍事思想史において位置づけている。